# ديفيد لوبيز (لاعب كرة قدم)
ديفيد لوبيز (بالبرتغالية: David Júnior Lopes‏) (19 يوليو 1982 في البرازيل - ) هو لاعب كرة قدم برازيلي في مركز الدفاع. لعب مع أتلتيكو باراناينسي ولوس أنجلوس غلاكسي ونادي أحمد غروزني ونادي أوسييك ونادي بورتو ونادي شيفاز يو إس أي ونادي قرطبة ويونيفرسيتاتيا كرايوفا وإيراتي الرياضي ‏ وFC Porto B ‏ ونادي نوفو هامبورغو.

## وصلات خارجية
- ديفيد لوبيز على موقع الدوري الأمريكي (الإنجليزية)
- ديفيد لوبيز على موقع Soccerway.com (الإنجليزية)
- ديفيد لوبيز على موقع عالم كرة القدم.نت (الإنجليزية)